# Paralypia
Paralypia – rodzaj błonkówek z rodziny Pergidae.

## Zasięg występowania
Przedstawiciele tego rodzaju występują w Ameryce Południowej od Kolumbii na płn. po Brazylię na płd.

## Systematyka
Do  Paralypia zaliczane są 4 gatunki:
- Paralypia colombiana
- Paralypia lacertosa
- Paralypia picipes
- Paralypia zikani